# Julian Zubek
Julian Zubek ps. „Tatar” (ur. 27 sierpnia 1913 w Nowym Sączu, zm. 24 listopada 1981 w Kosarzyskach) – major 1 Pułku Strzelców Podhalańskich AK, kawaler Orderu Virtuti Militari. 

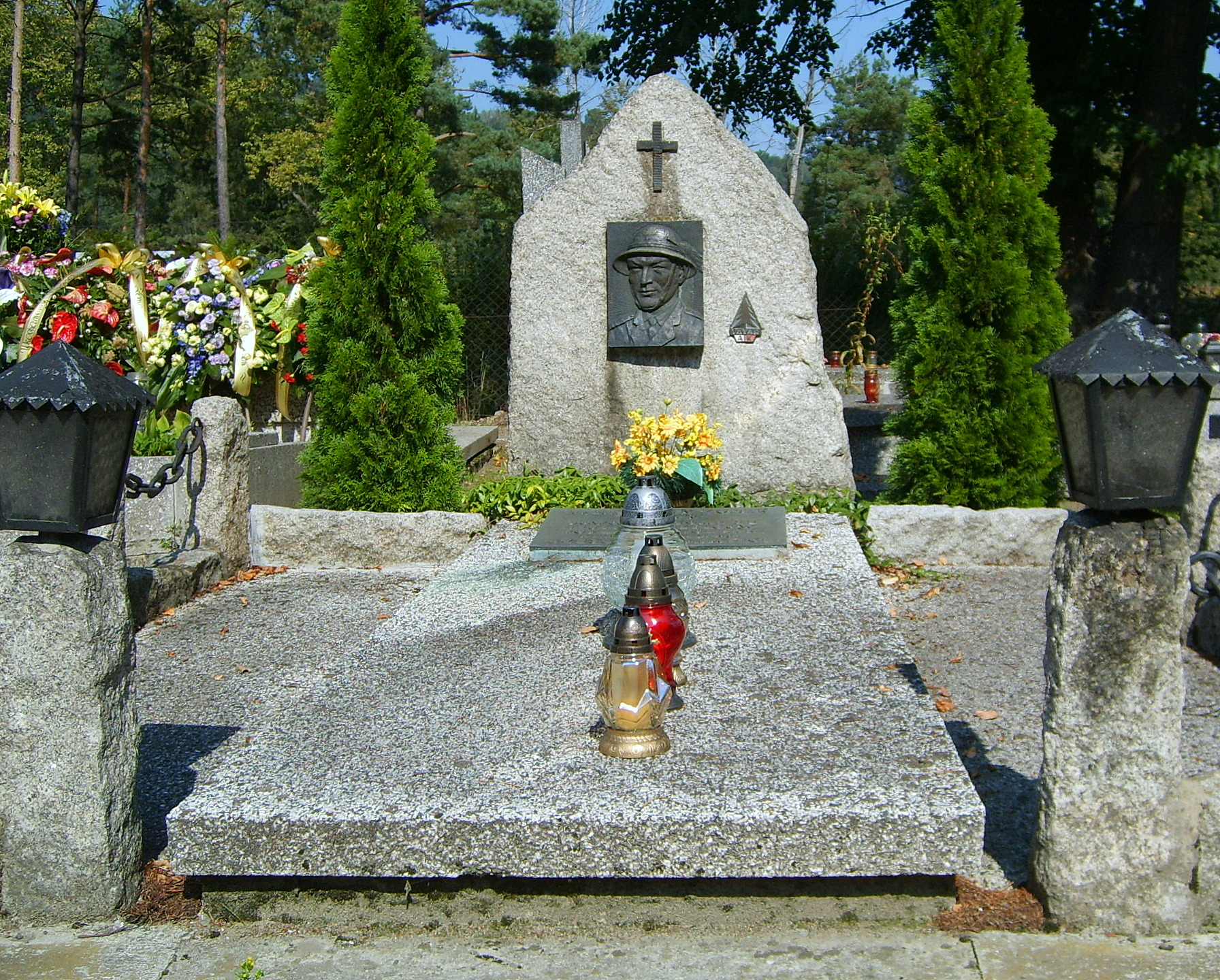
Nagrobek Juliana Zubka na cmentarzu Borownice w Piwnicznej-Zdroju

## Życiorys
Absolwent Studium Nauczycielskiego w Starym Sączu (1932) i podchorążówki w 4 Pułku Strzelców Podhalańskich w Cieszynie (1934). Przedwojenny sportowiec nowosądeckich klubów: Klubu Sportowego Kolejowego Przysposobienia Wojskowego Sandecja, Towarzystwa Zabaw Ruchowych Beskid oraz Klubu Sportowego Strzelecki.
Startował w sekcji narciarskiej Klubu Sportowego Kolejowego Przysposobienia Wojskowego „Sandecja”, gdzie jego trenerem był Leopold Kwiatkowski.
Będąc już żołnierzem 4 Pułku Strzelców Podhalańskich został powołany dwukrotnie do reprezentacji Polski na wojskowych zawodach narciarskich biegu patrolowego: Małej Ententy w 1934 r. w rumuńskim Predeal, ponownie w 1937 r. startował w Kuopio w Finlandii.
Członek ludowych zespołów folklorystycznych „Górale Sądeccy” i „Lachy Podegrodzkie”, nauczyciel w Piwnicznej i Rytrze w latach 1936/37. Walczył w kampanii wrześniowej, w późniejszym okresie współtworzył trasy kuriersko-przerzutowo-łącznościowe na Sądecczyźnie. Prowadził tajną szkółkę partyzancką na Przechybie. W lecie 1944 został dowódcą Oddziału Partyzanckiego 9-ej kompanii III batalionu 1 Pułk Strzelców Podhalańskich Armii Krajowej.
Po wojnie wskutek prześladowań Urzędu Bezpieczeństwa zmuszony wraz z rodziną do wyjazdu za granicę (Francja i Wielka Brytania), do kraju powrócił w 1947 roku. Początkowo zamieszkał w Karpaczu, później w Zakopanem. Ostatecznie osiadł w Kosarzyskach.
Julian Zubek napisał książkę Ze wspomnień kuriera wydaną dopiero w 1988 roku.
Został pochowany na cmentarzu Borownice w Piwnicznej-Zdroju.

## Publikacje
- Julian Zubek: Ze wspomnień kuriera. Kraków: Wydawnictwo Literackie, 1988. ISBN 83-08-01799-1. Brak numerów stron w książce
- Julian Zubek, Maria Zubek: Wspomnienia. Warszawa: Bel Studio, 2009. ISBN 83-61208-25-9. Brak numerów stron w książce